# Julens sånger
Julens sånger är ett julalbum från 1985 av det svenska dansbandet Vikingarna, med barnkör. Några låtar är på engelska.

## Låtlista

### Sida A
1. Nu tändas tusen juleljus
2. Jul, jul, strålande jul
3. Gläns över sjö och strand
4. White Christmas
5. Låt mig få tända ett ljus (Mozarts vaggsång)
6. O helga natt (Cantique de noël)

### Sida B
1. Stilla natt (Stille Nacht, heilige Nacht)
2. I kväll jag tänder ett ljus
3. När juldagsmorgon glimmar (Wir hatten gebauet ein stattliches Haus)
4. När det lider mot jul (Det strålar en stjärna)
5. Bereden väg för herran
6. Julen är här igen

## Listplaceringar
| Lista (1986) | Topplacering |
| ------------ | ------------ |
| Sverige      | 41           |